# Hoofdwerktuigkundige

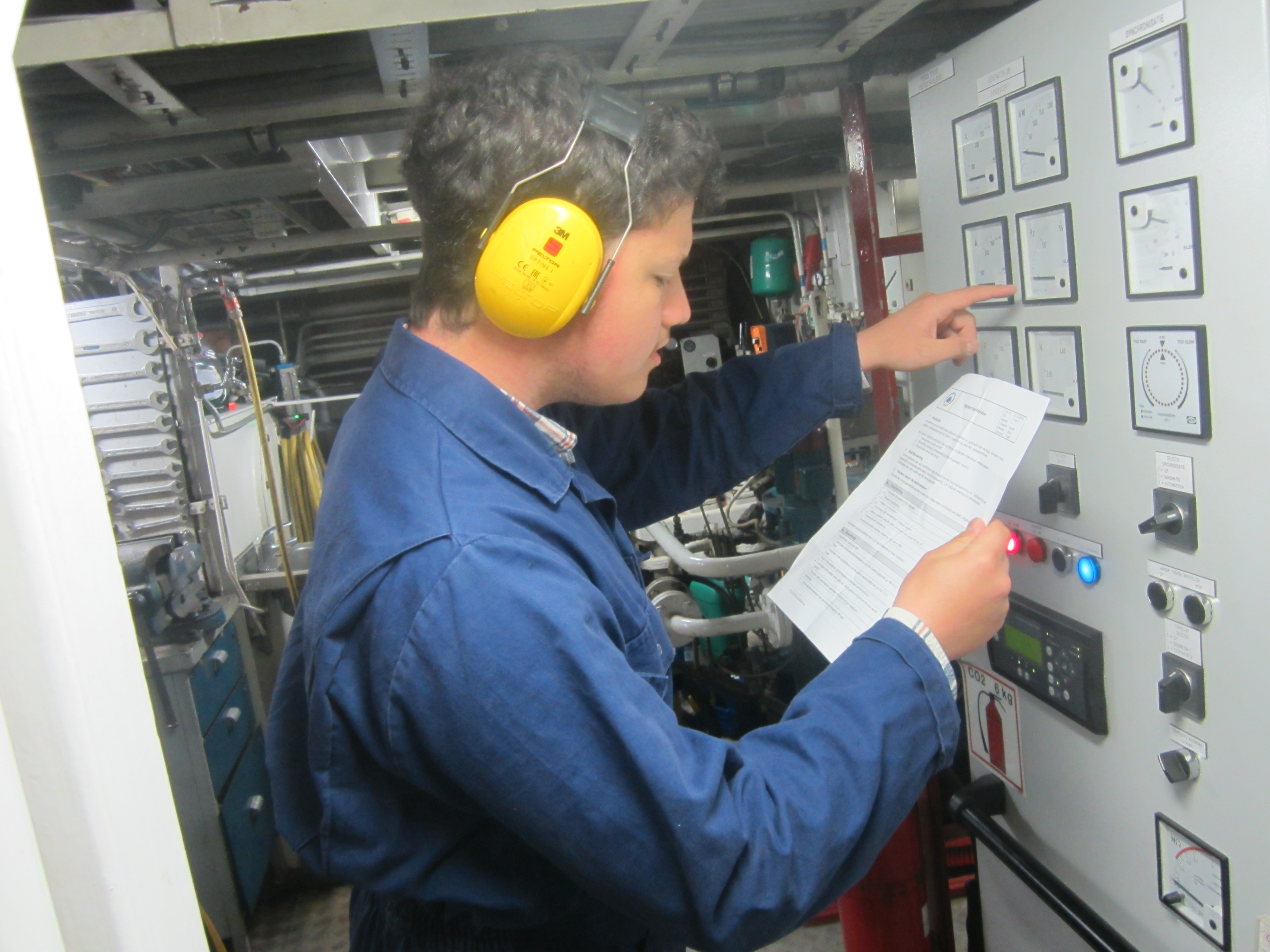
Hoofdwerktuigkundige aan het werk

Een hoofdwerktuigkundige (HWTK) is op een schip het bemanningslid dat de verantwoordelijkheid draagt voor alle technische installaties aan boord. Hij is de chef van dienst in de machinekamer en legt verantwoording af aan de kapitein. Deze werknemer staat in rang net onder de kapitein, waarbij de laatste uiteraard de operationele eindverantwoordelijkheid draagt. De hoofdwerktuigkundige informeert de kapitein over de toestand van de technische installaties, en zal daarover advies geven. Ook sommige elektriciteitscentrales kennen de functie van HWTK.
Naar de rederij toe legt de HWTK verantwoording af aan de technische superintendent. Deze werkt voor het technisch management. Dit management is vaak onderdeel van de rederij maar kan ook worden uitbesteed aan een extern bedrijf. Meestal is dit afhankelijk van het aantal schepen dat de reder beheert.
Aan boord van Nederlandse schepen in zowel de grote vaart als de kustvaart wordt de HWTK normaal aangesproken met meester.

## Elektriciteitscentrales
In sommige elektriciteitscentrales is het hoofd technische dienst eveneens een HWTK. In die centrales maakt de hoofdwerktuigkundige deel uit van het productiepersoneel en werkt volgens het ploegenrooster.
De taken van de HWTK in elektriciteitscentrales zijn doorgaans:
- Zorgt ervoor dat er in de centrale veilig gewerkt wordt volgens de hiervoor opgestelde regels
- Voert TRA (Taak Risico Analyses) uit en is belast met het voorbereiden, maken en uitgeven van werkvergunningen
- Coördineert het productieproces
- Zorgt voor optimale procescondities (efficiency en beschikbaarheid)
- Signaleert en analyseert storingen, adviseert oplossingen en controleert procesgegevens
- Medeverantwoordelijk voor het veilig werken aan elektrotechnische en/of mechanische delen van de installatie
- Ondersteunt de afdeling onderhoud bij planning en revisies
- Is meestal actief lid van de BHV-organisatie
- Vervangt de teamleider.

## Opleiding
In de burgerzeevaart heeft een hoofdwerktuigkundige doorgaans een opleiding achter de rug van officier-werktuigkundige, zoals onder meer ingericht in de Hogere Zeevaartschool of de Hogeschool Zeeland.
Het is ook mogelijk dat een HWTK alleen een MBO-opleiding heeft, er zit in de vaarbevoegdheid geen verschil tussen een MBO-opleiding of een HBO-opleiding. In principe mag je met beide diploma's op dezelfde schepen varen.
Men moet voldoen aan de STCW95 eisen.
De HWTK in elektriciteitscentrales heeft als opleiding vaak HBO AOT (Algemene Operationele Techniek) of WIC (Werktuigkundige in Centrales) REWIC B/C of REWIC HWTK.